# Libertador Fútbol Club
El Libertador Fútbol Club fue un club de fútbol profesional venezolano que disputa la Segunda División de Venezuela. Radicado en la ciudad Maturín, estado Monagas, fue fundado 23 de enero de 2017.
Desde sus principios el club se ha identificado con los colores verde y amarillo. Actualmente el estadio Monumental de Maturín es la plaza donde se llevan a cabo todos sus juegos oficiales, pero durante la semana el club hace vida en el estadio Alexander Bottini, ubicado en el polideportivo de Maturín.

## Historia

### Antecedentes
En el año 1999, en un terreno olvidado en Montalbán, que con el paso de los años se transformó en una moderna cancha de grama artificial, el dirigente Pedro Magallanes y el entrenador Leopoldo Prado fundaron la escuela de fútbol Libertador para iniciar en la práctica deportiva de este deporte a los niños del suroeste de Caracas. El 7 de septiembre de 2010, Magallanes decide fundar el Libertador Fútbol Club para competir en los torneos aficionados de categorías menores organizados por la Federación Venezolana de Fútbol.

### Fundación
Fue constituido oficialmente como un club de fútbol profesional el 23 de enero de 2017 cuando una nueva junta directiva asume la conducción del equipo. Un grupo de empresarios encabezados por Omar Gustavo Farías decide convertirlo en un club profesional con Seguros Constitución como principal patrocinante de la institución. Ese año, hace su debut en la Tercera División de 2017 en la que avanza hasta el cuadrangular B, en el que culmina en el tercer lugar y se queda fuera de la final del campeonato.
El primer partido en la categoría de bronce del fútbol venezolano lo disputó el domingo 12 de marzo de 2017 en el Complejo Deportivo Fray Luis de León en el Torneo Apertura. El equipo perdió 1-3 ante el Deportivo La Guaira B. El primer gol de la historia del club en el profesional lo convirtió el delantero Roger Davis al minuto 75 con un potente remate en el área chica al minuto 75. Cayó 0-1 ante Metropolitanos B, y la primera victoria llegó 1-0 ante Metropolitanos, luego superó 4-1 a Pacairigua SS y también liquidó 3-2 a Pellícano FC para quedar en el primer lugar del Grupo Central I.
En la segunda vuelta del campeonato en el Torneo Clausura, que se inició el 19 de agosto de 2017, también quedó al frente del Grupo Central 1, esta vez de forma invicta. Empató 1-1 y venció 1-2 con con Deportivo La Guaira B, venció 1-0 y 1-3 a Hermandad Gallega de Valencia, igualó 1-1 y 3-3 con Metropolitanos, superó 1-2 y 3-0 a Pacairigua SC y doblegó en par de ocasiones por 0-4 y 4-0 a Pellícano FC. Avanzó a la Liguilla de los ocho mejores clasificados y se ubicó en el cuadrangular B. En la primera jornada superó 3-1 al Atlético El Furrial, en la segunda jornada cayó 2-0 ante Arroceros de Calabozos y venció 1-0 al Deportivo Anzoátegui. En la cuarta fecha empató con Arroceros de Calabozo, derrotó 0-1 a Deportivo Anzoátegui y se quedó a las puertas de meterse en la final del torneo al perder 3-1 ante Atlético El Furrial en su visita al estadio Comanche Bottini en Maturín. Culminó tercero en el Grupo B del cuadrangular con seis jugados, tres ganados, un empate, dos derrotas, siete goles a favor y siete en contra para un total de diez puntos.

### Ascenso a segunda división
En 2018, la junta directiva del club decidió adquirir la plaza del Atlético Socopó, que en 2017 perdió la categoría y descendió a la Segunda División de Venezuela. El club absorbió la plantilla del Atlético Socopó y añadió nuevos talentos formados en sus categorías inferiores y jugadores experimentados en Primera División de Venezuela para hacer su debut en la temporada de 2018 en la Segunda División de Venezuela.

## Uniforme
- Uniforme titular: Camisa: , Pantalón: y Medias:.
- Uniforme visitante: Camisa: , Pantalón: y Medias:.
- Uniforme alternativo: Camisa: , Pantalón: y Medias:.

### Evolución del uniforme
| 2016-presente Local | 2016-presente Visitante | 2016-presente Local |

#### Indumentaria y patrocinador
En el año 2017, Libertador Fútbol Club debutó en la Tercera División del fútbol profesional venezolano, gracias al apoyo económico de Seguros Constitución y un grupo de jóvenes empresarios encabezados por el especialista en administración, Omar Gustavo Farías, quien se convirtió en el nuevo presidente del club. Farías también está al frente de la directiva del club de fútbol Atlético Socopó; y de equipos de baloncesto profesional Cangrejeros de Monagas y Gangrejas de Monagas,que compite en la Primera División de la Liga Nacional de Baloncesto de Venezuela, un torneo organizado por la Federación Venezolana de Baloncesto.
| Periodo          | Proveedor        |
| ---------------- | ---------------- |
| 2016-2017        | Sin Indumentaria |
| 2018-Actualmente | Kuikak Sports    |

| Periodo         | Patrocinador                      |
| --------------- | --------------------------------- |
| 2016-2018       | Seguros Constitución              |
| 2019-Actualidad | Seguros Constitución / Toyo Oeste |

## Jugadores

### Cuerpo técnico
El primer entrenador con el que contó Libertador F.C. debutando en la Tercera División del Fútbol Venezolano fue  el ex mediocampista Leopoldo Prado quien jugó en el fútbol aficionado y profesional de Venezuela, en equipos como Madeirense, Caracas Yamaha, Mineros de Guayana y Deportivo Anzoátegui, quien venía ya desde hace tiempo trabajando como fundador y entrenador en las categorías menores como la Sub-12, Sub-14 y Sub-16.
En este primer periodo del equipo, logró quedar campeón en el Torneo de Clausura de la Tercera División del Fútbol Venezolano. Cuando la nueva junta directiva de Libertador F.C. decide tomar la plaza de Atlético Socopó, siguió dirigiendo en los comienzos del equipo en la Segunda División. A mediados del Torneo los resultaron no le fueron acompañando y es cuando finaliza su caminar en el equipo.
Cuando la competición iba en su punto medio, en el primer año en la Segunda División, llega a dirigir el equipo el ex mediocampista Alexis “Pelecito” García y el exdelantero Daniel Noriega, ellos se encargaron de conformar un equipo de jugadores con experiencia, pero no lograron estar por mucho tiempo y es cuando queda al mando un entrenador interino que venía trabajando en las categorías menores, este estuvo durante 3 juegos el cual logró ganar 1.
Ya para finalizar el torneo de Clausura del 2018, llega Plillippe Esteves quien en su etapa como jugador porto la camiseta de la selección en la categoría Sub-20, él logró llevar la batuta del equipo durante varios meses, hasta a mediados del torneo clausura del año 2019. Y es cuando se toma la decisión de contar con la dirección técnica de Pastor Márquez quien dirigió al equipo “alado” hasta finales de ese mismo año.
A comienzo del año 2020, el equipo tiene grandes cambios en todos sus ámbitos, como el de mudarse a un nuevo Estado para comenzar desde cero su sueño, y es cuando se llega al acuerdo con el reconocido exarquero José Fasciana, quien desde muy joven logró defender la camiseta de grandes equipos del fútbol venezolano en la Primera División y a su vez la de la Selección Nacional. Desde entonces hasta la fecha es quien lidera y dirige el equipo en su nuevo rumbo. “Cheo” Fasciana logró consolidar un equipo con grandes figuras con experiencia como lo son el arquero Luis Rojas y el defensa Pedro Lugo junto a una camada de jóvenes que poco a poco han ido explotando.